# Malu
Malu je riječ na samoanskom jeziku za tetovažu koja za Samoanke ima kulturni značaj. Malu pokriva noge od bedra na dolje. 
Slična tetovaža zvana pea'a može se naći kod muškaraca samoanske nacionalnosti. Malu se tradicionalno nakon puberteta izvodi na djevojkama.

## Vanjske poveznice
- Kožne priče, PBS.
- Oceanijski muzej  Arhivirana inačica izvorne stranice od 30. ožujka 2009. (Wayback Machine)